# Sigalion pergamentaceum
Sigalion pergamentaceum är en ringmaskart som beskrevs av Grube 1856. Sigalion pergamentaceum ingår i släktet Sigalion och familjen Sigalionidae. Inga underarter finns listade i Catalogue of Life.